# Daniela Santanchè

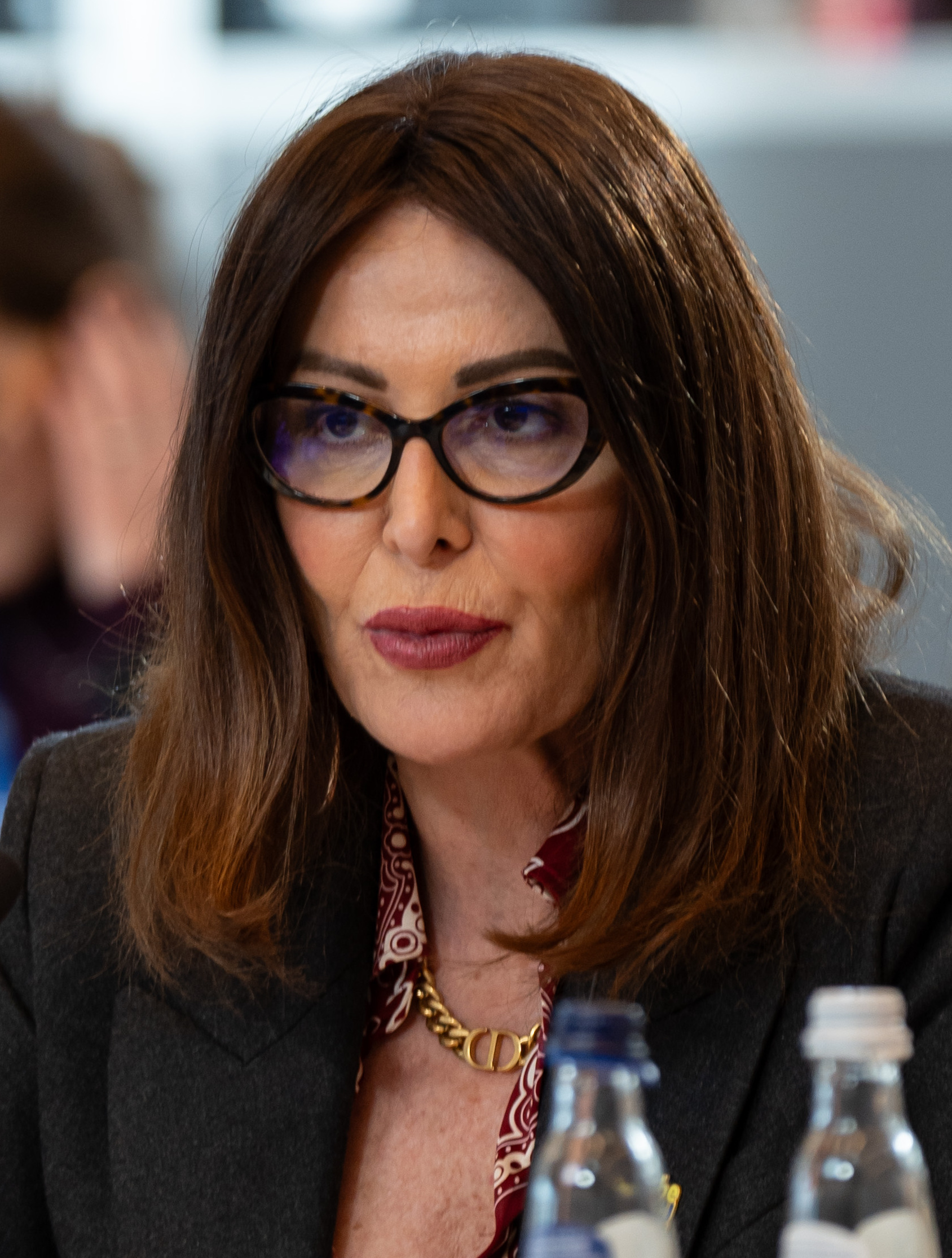
Daniela Santanchè (2024)

Daniela Garnero Santanchè [daˈnjeːla santaŋˈkɛ] (* 7. April 1961 in Cuneo als Daniela Garnero) ist eine italienische Politikerin des rechten und nationalkonservativen Spektrums und Unternehmerin in der Werbebranche.
Sie war von 2001 bis 2008 und erneut von 2013 bis 2018 Mitglied des italienischen Abgeordnetenhauses. Zur Parlamentswahl 2008 war sie Spitzenkandidatin des rechtsextremen Parteienbündnisses La Destra–Fiamma Tricolore. Von 2010 bis 2011 war sie Staatssekretärin im Kabinett Berlusconi IV. Seit 2018 ist sie Senatorin für die Partei Fratelli d’Italia. Seit Oktober 2022 ist sie Tourismusministerin im Kabinett Meloni.

## Leben
Die Tochter eines Speditionsunternehmers aus Cuneo schloss ein Studium der Politikwissenschaft an der Universität Turin ab. 1983 gründete Santanchè eine Marketingfirma. Ihr 1990 gegründetes Unternehmen Dani Comunicazione Srl mit Sitz in Mailand ist im Bereich PR- und Eventmanagement tätig und u. a. an Flavio Briatores Diskothek Billionaire in Porto Cervo auf Sardinien beteiligt. 1992–93 belegte Santanchè einen Managementkurs an der Università Commerciale Luigi Bocconi. Seit 2007 ist sie Vorstandsvorsitzende und Hauptaktionärin der ebenfalls in Mailand ansässigen, börsennotierten Werbefirma Visibilia S.r.l., die u. a. die Anzeigen in den Zeitungen Il Giornale und Libero verwaltet.
Daniela Garnero heiratete 1982 den Schönheitschirurgen Paolo Santanchè. Sie trennten sich 1995, sie behielt aber seinen Familiennamen. Anschließend lebte sie mit dem Pharmaunternehmer Canio Giovanni Mazzaro zusammen. Zusammen haben sie einen Sohn, den 1996 geborenen Lorenzo Mazzaro. Von 2007 bis 2016 führte sie eine Beziehung mit Alessandro Sallusti, dem Herausgeber von il Giornale. Seit 2016 ist sie mit Dimitri Kunz liiert, der sich „Fürst von Habsburg-Lothringen“ nennen lässt, aber von Sigismund von Habsburg-Lothringen, Oberhaupt des toskanischen Zweigs der Familie, nicht anerkannt wird.

## Politische Karriere

### Alleanza Nazionale
Santanchè trat 1995 der Alleanza Nazionale bei, die sich in jener Zeit von einer neofaschistischen zu einer demokratisch-rechtskonservativen Partei wandelte. Sie war als Mitarbeiterin des Abgeordneten Ignazio La Russa und als Beraterin der Stadtverwaltung von Mailand unter dem Bürgermeister Gabriele Albertini tätig. 1999 wurde sie als Vertreterin der AN in den Rat der Provinz Mailand gewählt.
Zur Parlamentswahl 2001 kandidierte sie für die AN. Eigentlich verfehlte sie den Einzug in das Abgeordnetenhaus, aber ihre Parteikollegin Viviana Beccalossi verzichtete zwei Monate nach der Wahl auf ihr Mandat und Santanchè rückte für sie nach. Von 2003 bis 2004 war sie Beigeordnete der Gemeinde Ragalna in Sizilien. Über die Grenzen Italiens hinaus bekannt wurde sie 2005 durch ihren Vorschlag, eine Porno-Steuer einzuführen. Im selben Jahr war sie Berichterstatterin der Fraktionen der Mitte-rechts-Regierung für das Haushaltsgesetz.
Bei der Wahl 2006 verteidigte sie ihren Parlamentssitz. Ihr in jenem Jahr erschienenes Buch Donna Negata, das sich kritisch mit der Rolle der Frau im Islam auseinandersetzt, löste im Iran erhebliche Proteste aus. Nach Morddrohungen erhielt sie Polizeischutz.

### La Destra

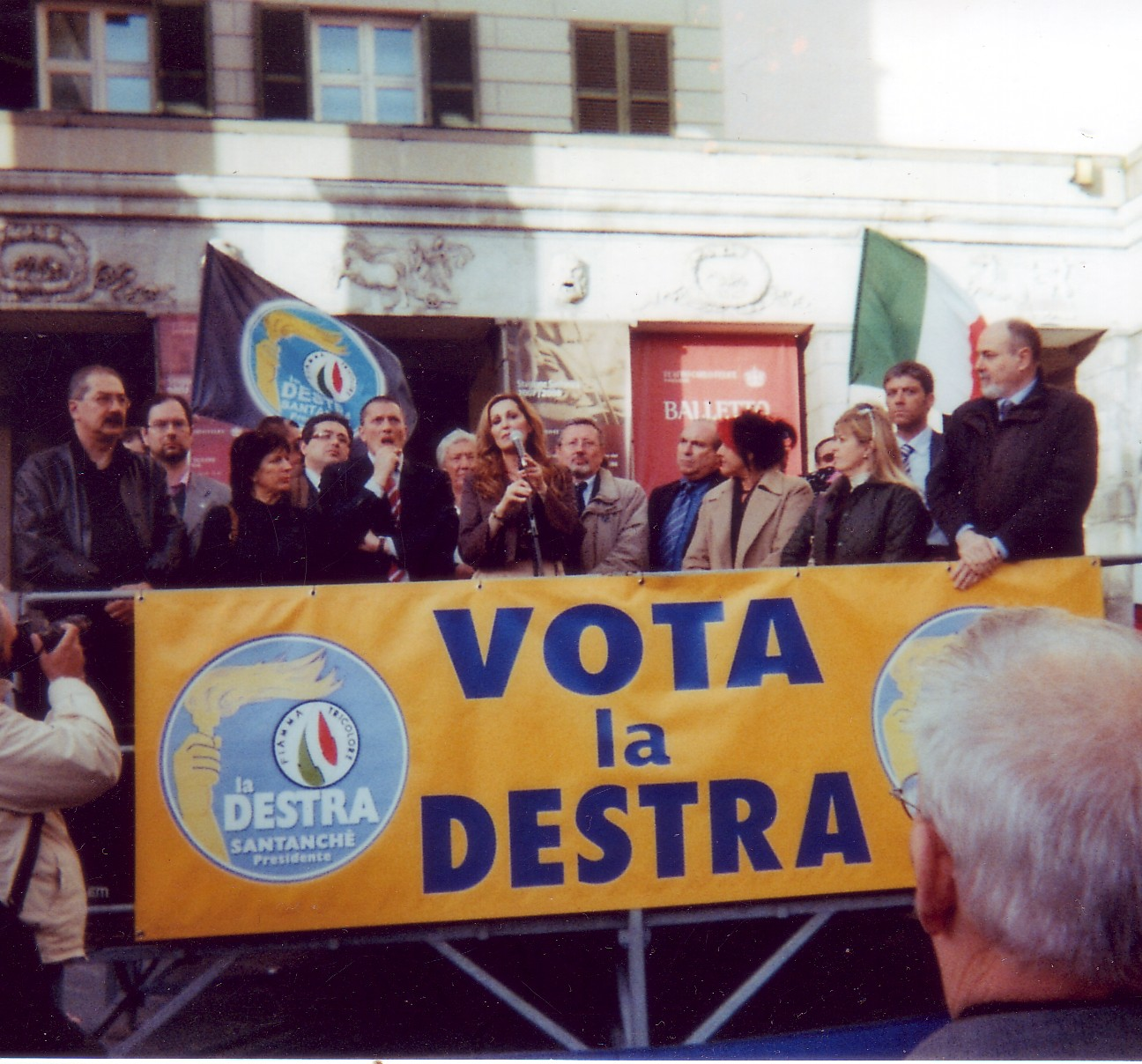
Wahlveranstaltung von La Destra mit Santanchè (Mitte) in Genua, 2008

Am 10. November 2007 trat sie aus der Alleanza Nazionale aus und schloss sich der Rechtsaußen-Partei La Destra von Francesco Storace an, der vier Monate zuvor ebenfalls die AN verlassen hatte. Sie wurde sogleich Sprecherin dieser Partei. Zu den Parlamentswahlen 2008 bildete La Destra ein Bündnis mit der noch extremeren, neofaschistischen Partei Fiamma Tricolore. Santanchè trat als Spitzenkandidatin dieses Bündnisses an, das mit 2,4 % der Stimmen den Einzug ins Parlament verfehlte.
Santanchè versuchte anschließend, La Destra als „berlusconitreue Rechte“ zu positionieren, während Storace eine kritischere Linie gegenüber der Mitte-rechts-Regierung verfolgte. Daraufhin verließ sie im September 2008 mit einem Teil der Funktionäre La Destra und gründete das Movimento per l’Italia (MpI). Sie erklärte, sie wolle nicht „in einer Gruppierung des außerparlamentarischen Extremismus und des vagen Nostalgismus verbannt sein“ oder „Zeit mit Auseinandersetzungen über den Faschismus verlieren“.

### PdL und Forza Italia

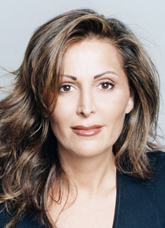
Santanchè im Jahr 2013

Santanchè und ihr MpI schlossen sich 2010 der Mitte-rechts-Sammelpartei Popolo della Libertà (PdL) an. Zum 4. März 2010 wurde sie darauf von Silvio Berlusconi zur Staatssekretärin mit Zuständigkeit für die Umsetzung des Regierungsprogramms bestellt. 2011 veröffentlichte das italienische Magazin Oggi die Nachricht, dass Santanchè entgegen der Darstellung auf der Homepage der Regierung nicht einen Master-Abschluss an der renommierten Bocconi School of Management habe. Sie erklärte, dass sie ihre Anwälte beauftragt habe das Magazin zu verklagen; die Hochschule erklärte, dass sie zwar einen Kurs bei ihr besucht habe, aber keinen Master-Studiengang. Oppositionspolitiker forderten, sie solle wie Karl-Theodor zu Guttenberg nach seiner Plagiatsaffäre zurücktreten. Mit Berlusconis Rücktritt als Ministerpräsident am 16. November 2011 schied auch Santanchè aus ihrem Regierungsamt aus.
Bei den Wahlen 2013 wurde sie erneut in die Abgeordnetenkammer gewählt, diesmal als Vertreterin des PdL. Die Partei spaltete November 2013 und Santanchè beteiligte sich an Berlusconis wiedergegründeter Forza Italia. In der Legislaturperiode 2013–18 gehörte Santanchè zu den Abgeordneten, die am häufigsten abwesend waren: Sie nahm nur an 27,6 % der Abstimmungen teil.

### Fratelli d’Italia
Im Dezember 2017 verließ sie die Forza-Italia-Fraktion und trat der nationalkonservativen Partei Fratelli d’Italia bei. Für diese wurde sie bei der Wahl 2018 in den italienischen Senat gewählt. In der anschließenden XVIII. Legislaturperiode gehörte sie dem Senatsausschuss Industrie, Handel und Tourismus und dem Ausschuss Fernseh- und Radioaufsicht an. Bei den Wahlen 2022 konnte sie ihren Senatssitz im Wahlkreis Cremona mit einem Direktmandat verteidigen. Am 21. Oktober 2022 wurde Daniela Santanchè von der designierten Ministerpräsidentin Giorgia Meloni als neue Tourismusministerin vorgeschlagen und am Tag darauf von Staatspräsident Sergio Mattarella vereidigt.

## Werke (Auswahl)
- La donna negata: dall'infibulazione alla liberazione. Marsilio, Venedig 2006, ISBN 88-317-8959-7.
- Le donne violate: la donna negata e oltre. Marsilio, Venedig 2008, ISBN 978-88-317-9446-6.